# Montenero (Todi)
Montenero è una frazione del comune di Todi (PG).
Il paese si trova ad un'altitudine di 407 m s.l.m. ed  è popolato da 18 abitanti; la frazione giace lungo la provinciale, che da Todi si dirama fino ad arrivare ad Acquasparta,  tra Vasciano (altra frazione di Todi) e Sismano e Dunarobba (frazioni di Avigliano Umbro). Il paese è immerso in una fitta pineta, a dominare il versante meridionale del colle.
Nei pressi della frazione si trova il Castello. 

## Storia
La leggenda vuole che il nome derivi da Monte Enea, mentre secondo il tuderte Pirro Stefanucci il nome deriva dalla famiglia perugina stanziatasi ivi per rifugiarsi.

## Monumenti e luoghi d'interesse
- Il castello con i giardini.
- Il Borgo Medievale che circonda il castello.
- I Magazzini per la conservazione del raccolto.
- Una visuale della vallata con suggestiva vista di Todi.
- La chiesa parrocchiale di San Filippo Neri (1912), con facciata a decorazioni neogotiche in terracotta rossa. All'interno si trova un fonte battesimale in pietra del 1668. Ai lati dell'altare si trovano due tele, una del Polinori rappresentante il Salvatore e i Santi Antonio Abate e Antonino, l'altra opera di Bartolomeo Barbiani raffigurante la Madonna con Bambino, il Beato Tommasuccio, Sant'Agostino, Filippo Neri e San Giuseppe da Leonessa.[1]

## Economia
La gran parte delle persone è dedita all'agricoltura e alla viticoltura, essendo un territorio di produzione del DOC "Colli Martani".

## Galleria d'immagini

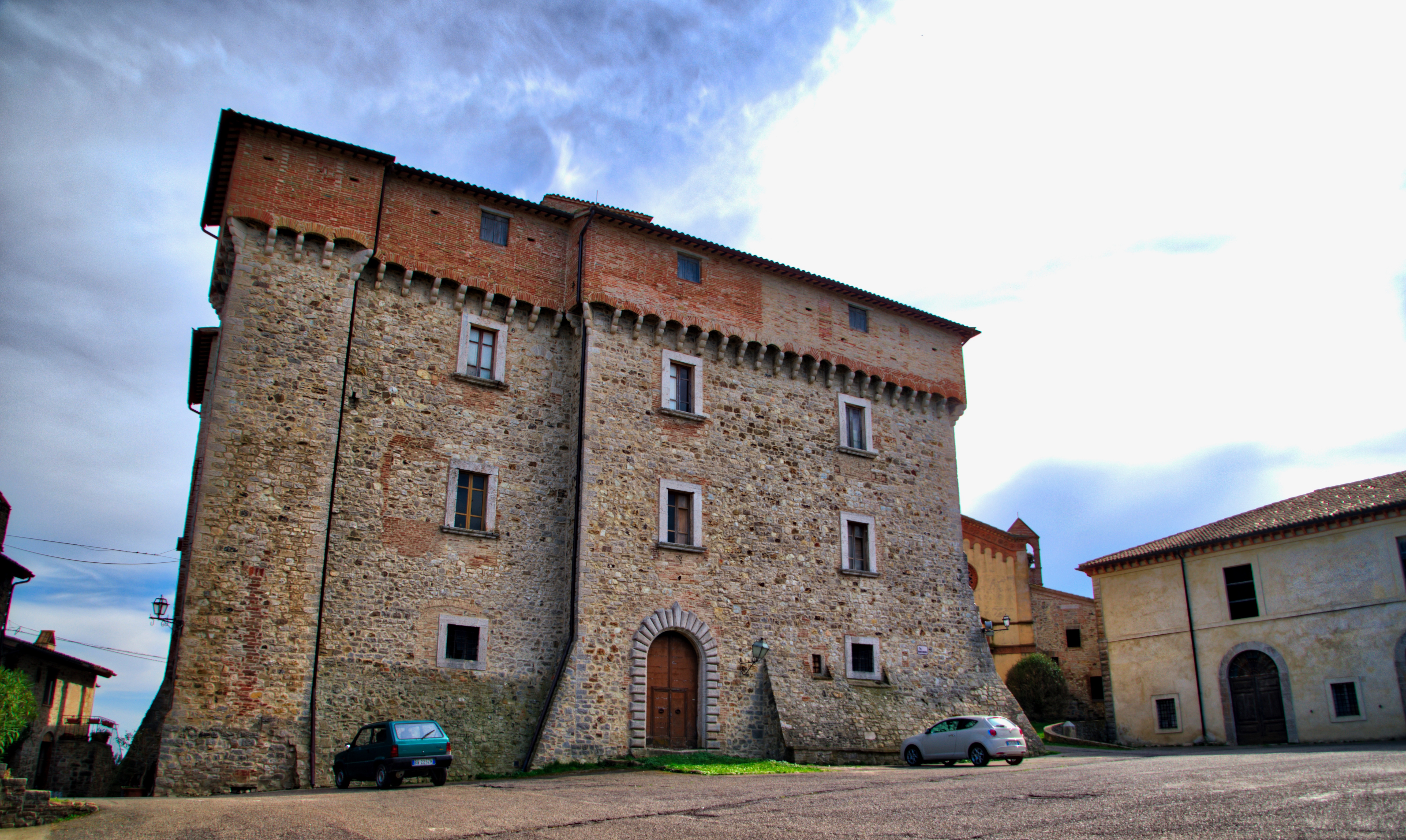
Il Castello di Montenero
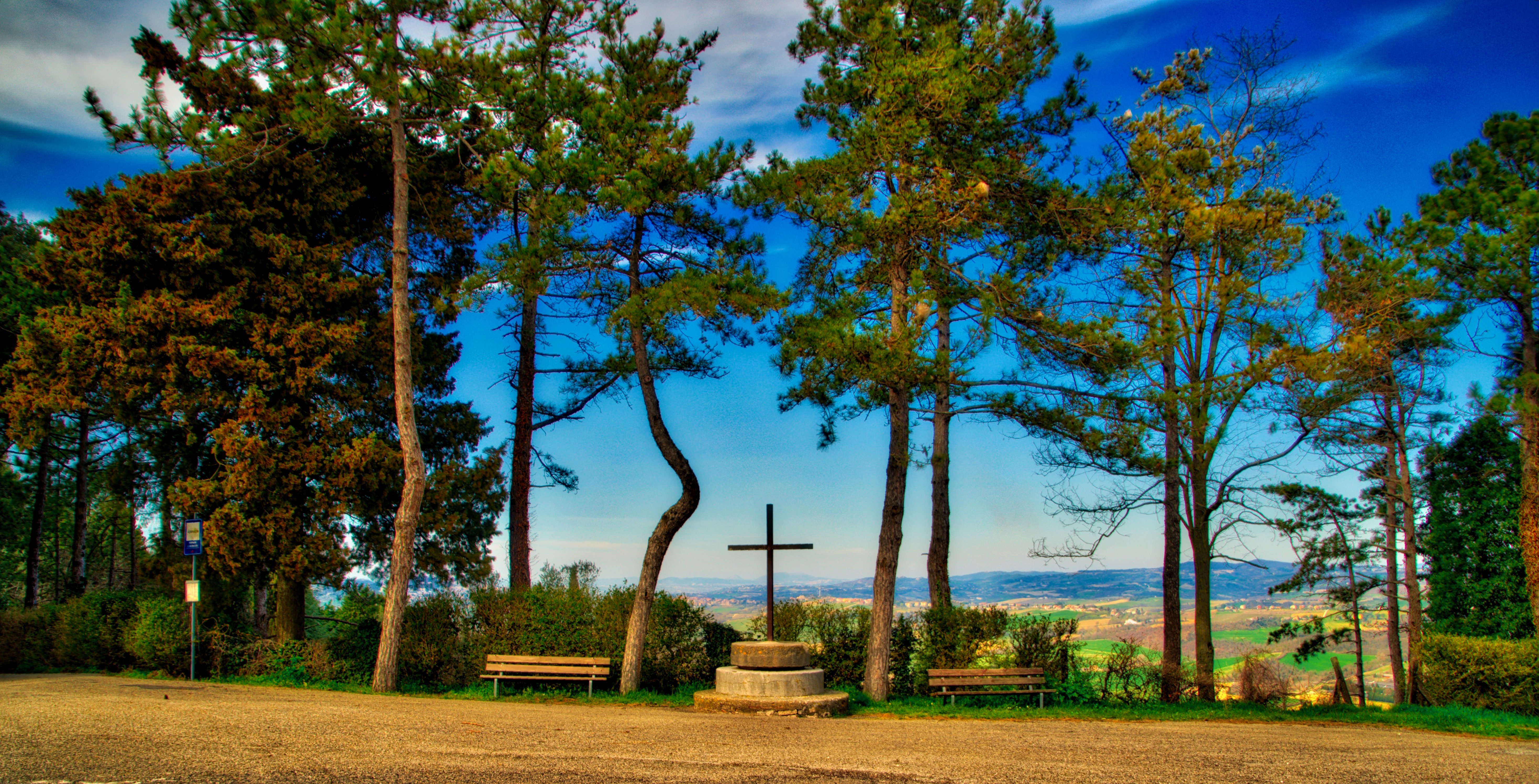
Piazzale antistante il Castello di Montenero
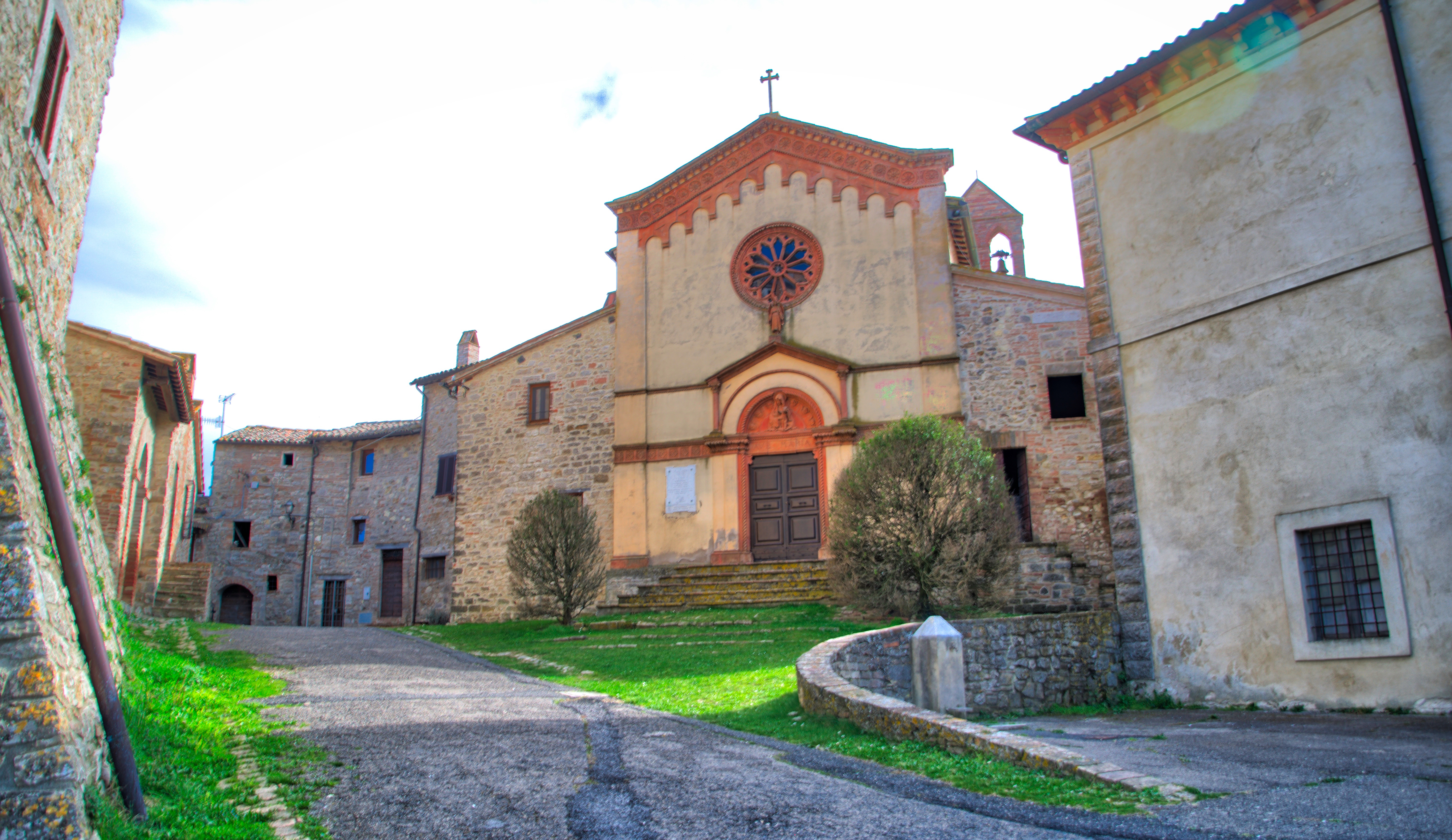
La chiesa parrocchiale di San Filippo Neri, con facciata a decorazioni neogotiche in terracotta rossa.